# David Marquand
David Ian Marquand (* 20. September 1934 in Cardiff; † 23. April 2024) war ein britischer Politikwissenschaftler und Politiker der Labour Party.

## Leben und Wirken
David Marquand, Sohn des britischen Labour-Politikers und Ökonomen Hilary Marquand, studierte nach dem Schulbesuch in Battersea Geschichte an der Universität Oxford (Magdalen College). Von 1958 bis 1959 arbeitete er als Lehrassistent an der University of California, Berkeley. Anschließend begann er eine journalistische Tätigkeit beim britischen „Guardian“. 1962 setzte er seine Studien an der Universität Oxford (St Antony’s College) fort und arbeitete dann von 1964 bis 1966 als Dozent für Politikwissenschaft an der University of Sussex. 1964 kandidierte er erstmals für einen Sitz im britischen Unterhaus, allerdings erfolglos. Zwei Jahre später (1966) gelang ihm dann die Wahl zum Parlamentsabgeordneten der Labour Party. Seinen Parlamentssitz behielt er bis 1977 und war dann bis 1978 politischer Berater von Roy Jenkins, seinem Förderer, der 1977 zum Präsidenten der Europäischen Kommission gewählt wurde. Marquand war stets ein entschiedener Befürworter der Mitgliedschaft Großbritanniens in der Europäischen Union.
Als Politiker gehörte Marquand dem rechten Flügel der Labour Party an und war einer der Gründungsmitglieder ihrer 1981 entstandenen Abspaltung, der Social Democratic Party (SDP), bis 1988, als deren Auflösung begann. Bis 1992 war er dann Mitglied der Liberal Democrats, dem Zusammenschluss großer Teile der SDP mit der Liberal Party. 1995 kehrte Marquand zur Labour Party zurück. Im hohen Alter (2016) wechselte Marquand erneut die Partei und trat der walisischen Regionalparty Plaid Cymru bei. Zu einer erneuten Wahl in das Unterhaus kam es jedoch nicht.
Im Jahre 1978 führte Marquand seine akademische Tätigkeit fort und war zunächst Professor für Zeitgeschichte und Politikwissenschaft an der University of Salford, ab 1991 dann an der University of Sheffield. 1996 übernahm er das Amt des Rektors am Mansfield College der Universität Oxford. Dieses Amt hatte er bnis 2002 inne. Gastdozenturen bzw. Honorarprofessuren übernahm er u. a. an der University of Sheffield und der Universität Cardiff.
Geehrt wurde Marquand u. a. durch die Mitgliedschaft in der British Academy und der Royal Society of Arts.

## Veröffentlichungen (Auswahl)
- Ramsay Madonald. Cape, London 1977, ISBN 0-224-01295-9 (mit dieser 903 Seiten umfassenden Biographie des ersten Premierministers der Labour Party erwarb sich Marquand große Anerkennung) (Neuausgabe: Cohen, London 1997, ISBN 1-86066-113-0).
- Parliament for Europe. Cape, London 1979, ISBN 0-224-01716-0.
- (mit David Butler): European elections and British politics. Longman, London 1981, ISBN 0-582-29528-9.
- (Hrsg.): John Pitcairn Mackintosh on parliament and social democracy. Longman, London 1982, ISBN 0-582-29587-4.
- The unprincipled society. New demands and old politics. Fontana Press, London 1988, ISBN 0-00-686153-9.
- (Hrsg., mit Colin Crouch): The politics of 1992. Beyond the single European market. Blackwell, Oxford 1990, ISBN 0-631-17521-0.
- (Hrsg., mit Colin Crouch): Towards greater Europe? A continent without an Iron Curtain. Blackwell, Oxford 1992, ISBN 0-631-18551-8.
- (Hrsg., mit Colin Crouch): Ethics and markets. Co-operation and competition within capitalist economies. Blackwell, Oxford 1993, ISBN 0-631-19033-3.
- (Hrsg.): The ideas that shaped post-war Britain. Fontana Press, London 1996, ISBN 0-00-638449-8.
- The new reckoning. Capitalism, states and citizens. Polity Press, Cambridge 1997, ISBN 0-7456-1744-1.
- The progressive dilemma. From Lloyd George to Blair. Phoenix Giant, London 1999, ISBN 0-7538-0706-8.
- (Hrsg.): Religion and democracy. Blackwell, Oxford 2000, ISBN 0-631-22184-0.
- The decline of the public. The hollowing-out of citizenship. Polity Press, Cambridge 2004, ISBN 0-7456-2909-1.
- Britain since 1918. The strange career of British democracy. Weidenfeld & Nicolson, London 2008, ISBN 0-297-64320-7.
- The end of the West. The once and future Europe. Princeton University Press, Princeton, NJ 2011, ISBN 978-0-691-14159-6.
- Mammon's kingdom. An essay on Britain, now. Allen Lane/Penguin, London 2014, ISBN 978-1-84614-672-5.

Festschrift
- Hans Schattle/Jeremy Nuttall (Hrsg.): Making social democrats. Citizens, mindsets, realities. Essays for David Marquand. Manchester University Press, Manchester 2018, ISBN 1-5261-2030-5.